# 大埔墟站
大埔墟站（英語：Tai Po Market Station）是一個位於香港新界大埔區大埔運頭塘新達廣場旁，屬於港鐵東鐵綫的鐵路車站，於1983年4月7日啟用，以取代原有的舊車站。

## 車站結構
大埔墟站是一個高架車站，大堂與月台以「丁」字型相連，並且由2條通道連接。

### 樓層
| P | 月台 | \| \| \| 東鐵綫往羅湖及落馬洲（太和） \| \| \| \| \| 1 2 \| 島式 · ↑開右邊车门 ↓開左邊车门 \| \| \| \| \| \| 東鐵綫備用軌道 \| \| \| \| \| 3 4 \| 島式 · ↑開左邊车门 ↓開右邊车门 \| \| \| \| \| \| 東鐵綫往金鐘（大學） \| \| \| |  |  |
| C | 大堂 | 出入口、客務中心、車站商店、自助服務、「數碼服務站」、洗手間 |  |  |
|   |      | 東鐵綫往羅湖及落馬洲（太和） |  |  |
|   | 1 2  | 島式 · ↑開右邊车门 ↓開左邊车门 |  |  |
|   |      | 東鐵綫備用軌道 |  |  |
|   | 3 4  | 島式 · ↑開左邊车门 ↓開右邊车门 |  |  |
|   |      | 東鐵綫往金鐘（大學） |  |  |

### 大堂
大埔墟站大堂內設有數間商店，其中大堂上層亦設有餐廳。另外亦設有自助服務設施及香港郵政郵箱等。
- 大堂，付費區內（2024年9月）
- 大堂，近B出口（2024年9月）
- 大堂近B出口的車站餐廳（2024年9月）
- 位於付費區內的車站洗手間（2024年9月）

### 月台
大埔墟站設有兩座島式月台，其中2、3號月台共用同一條軌道。而北行（往羅湖／落馬洲方向）列車會使用1、2號月台；至於南行（往金鐘方向）列車則使用3、4號月台，而所有月台均已裝設月台閘門。
另外大埔墟站月台則採用12卡車廂的列車長度，不過自東鐵綫於2022年5月全面採用9卡車廂的列車行駛後，月台以南的候車範圍皆被停用，並於後期以玻璃欄杆封閉。
- 1、2號月台（2024年4月）
- 3、4號月台（2024年4月）
- 月台頭等車廂候車位置（2024年9月）
- 已被玻璃欄杆封閉的已停用月台候車範圍（2024年5月）

### 出入口
|                                                 |          | |      |
| 編號                                            | 指示     | 建議前往的目的地 | 圖片 |
| 出口 · A · 1 · 扶手电梯标志                     | 新達廣場 | 新達廣場 |      |
| 出口 · A · 2 · 盲道标志 · 同层                  | 新達廣場 | 新界居民巴士站、私家巴士上落客區、舊北區理民府、香港美國學校、佛教大光慈航中學、新峰花園、御峰苑、八號花園、富雅花園、昌運中心、富善花園、大埔政府合署、御峰豪園、綠匯學苑、綠在大埔墟、翠怡花園、香港道教聯合會雲泉吳禮和紀念學校、香港鐵路博物館、翠屏花園、林村公立黃福鑾紀念學校、羅定邦童軍中心、羅定邦中學、文武廟、國民教育中心、挪威國際學校、新界鄉議局大埔區中學、新界婦孺會梁省德學校、泮涌新村、寶湖道街市、寶湖花園、寶鄉邨、南亞路德會沐恩中學、聖公會莫壽增會督中學、大埔崇德黃建常紀念學院、大埔中心、大埔文娛中心、大埔綜合大樓、大埔墟街市及熟食中心、大埔墟體育館、大埔墟／大明里廣場、大埔舊墟公立學校、大埔舊墟公立學校 (寶湖道)、大埔廣場、大埔體育會李福林體育館、大埔東昌街康體大樓、太和中心、大元邨、富·盈門、天鑽、汀雅苑、海寶花園、東昌街社區會堂、東昌街體育館、東昌街游泳池、恩主教書院、王少清診所 |      |
| 出口 · A · 3 · 无障碍通道标志                   | 新達廣場 | 培亮國際幼稚園、大埔墟站巴士總站(經隧道)、大埔墟站小巴總站(經隧道)、大埔寶馬山、香港教師會李興貴中學、景雅苑、保良局田家炳小學、大埔超級城、德雅苑、悠然山莊、盈峰翠邸、運頭塘邨、仁濟醫院蔡衍濤小學、逸雅苑 |      |
| 出口 · B · 盲道标志 · 同层                      | 廣福邨   | 美援新村、迦密柏雨中學、中華基督教會馮梁結紀念中學、雍怡雅苑、孔教學院何郭佩珍中學、富善邨、富善體育館、香港建造學院大埔訓練場、香港道教聯合會圓玄學院第二中學、前政務司官邸、救恩書院、廣福邨、明雅苑、南運路、御泓居、三水同鄉會褟景榮學校、聖公會阮鄭夢芹小學、孫方中小學、新興花園、大埔浸信會公立學校、大埔海濱公園、宏福苑、王肇枝中學、元洲仔自然環境保護研究中心、怡雅苑、元洲仔公園 |      |
| 註： 設有 \| 設有 \| 設於同一層 \| 設有扶手電梯 |          | |      |

### 車站藝術
| 大埔墟站藝術品概覽 | 大埔墟站藝術品概覽 | 大埔墟站藝術品概覽 | 大埔墟站藝術品概覽 | 大埔墟站藝術品概覽 | 大埔墟站藝術品概覽 |
| 圖片               | 藝術品             | 藝術家             | 位置               | 完成日期           |                    |
| ------------------ | ------------------ | ------------------ | ------------------ | ------------------ | ------------------ |
|                    | 《微足之路》       | 莫一新（香港）     | 車站大堂           | 2011年5月          |                    |

## 接駁交通
目前乘客可使用A3出口的行人隧道前往車站公共運輸交匯處，而A2出口的大埔達運道亦設有供居民或公司巴士的上落客區，另外車站B出口外亦設有的士站。
- 大埔達運道設有供居民或公司巴士的上落客區
- 大埔墟站巴士總站

## 歷史

### 新車站啟用
大埔墟站的前身位於現時的香港鐵路博物館，後來為配合九廣鐵路（英段）電氣化工程而決定興建新的大埔墟站，並以取代原有的大埔滘站及舊大埔墟站，以配合1979年至1981年期間大埔區人口之增加，新車站於1983年4月7日啟用。另外在九廣鐵路雙軌電氣化工程期間，大埔墟站作為二期的終點站及三期的起點站，故於1983年5月2日至同年7月15日期間，大埔墟站一度成為電氣化火車及柴油火車的轉車站。

### 車站翻新工程
大埔墟站在兩鐵合併前已開始進行全面翻新工程，工程耗資約8,400萬元，包括更換月台頂部的嵌板、增高車站月台頂部及月台支柱、翻新洗手間、遷移客務中心及增加商店設施。有關工程大部分已於2009年竣工，並與香港大學合作在車站屋頂建立首個鐵路「空中花園」，屋頂綠化有助車站隔熱，預計車站可降溫攝氏約2.3度，每月可節省約10萬元電費開支。
前沙頭角支線使用的其中兩輛W.G.Bagnall 0-4-4T窄軌蒸氣機車於停駛後的1933年被賣到菲律賓的甘蔗園使用，直到1995年被九鐵購回。九鐵將其中一輛機車復修回1920年代的原貌後，1997年放置於香港鐵路博物館作靜態保存；而另一輛則本來打算在大埔墟站翻新工程以後於該處展出，但由於兩鐵合併的關係，九鐵最終決定將之運返英國展覽。
- 翻新中的車站大堂（2007年7月）
- 大堂付費區通道內曾經設置綠化牆壁，但後期已移除（2012年7月）
- 翻新後的車站大堂（2017年7月）

### 月台翻新工程

#### 第一次翻新工程
兩鐵合併後，港鐵為東鐵綫各車站月台進行較低成本的翻新工程，以遮掩東鐵綫車站月台殘舊的觀感。工程包括重新為各東鐵綫車站配主題色，並加入車站代表植物，為月台橫樑及柱子翻上月台配色的油漆，貼上印有車站主題植物的圖案、車站附近／主題建築物／街道、車站名書法字的牆紙，加設／更新直立港鐵式站牌、路線圖、指示牌、告示等。而大埔墟站被配色為 紫苑色，主題植物為紫竹，街景為舊北區理民府。

#### 第二次翻新工程
2022年3－5月期間，東鐵綫旺角東站－上水站沿途各站因應過海段通車而進行月台牆身翻新工程。而大埔墟站亦於2022年5月上旬已完成更換牆紙以及由區傑棠書寫的新一代站名書法字。

## 事件

### 反修例事件
- 2019年8月25日，新民主同盟新富區社區主任胡耀昌在遊行舉行前，發現大埔墟站增加了19個閉路電視鏡頭，而這些影像能直播到警署。他認為大埔已成為「監控之都」，也是配合大陸公安追蹤出入羅湖邊境的香港人[11]。
- 2019年9月7日晚上9時許，有區內街坊在大埔墟站集合，計劃進行築人鏈行動。但約一小時後有防暴警員帶備催淚彈槍到場，引起在場市民不滿要求警方收隊。直到當到晚約10時15分，站內的防暴警員增至數十名，以及兩隻警犬，現場有約200至300人聚集。直到晚上約11時30分，車站的防暴警員撤退後，部分示威者破壞站內的閘機。其後大批防暴警員突然從連儂隧道及的士站進入車站包抄追捕，約十多人被捕，其中包括至少5名中學生[12][13][14]。警方表示因有刑事毀壞，要求紀錄在場人士身份證及拍攝所有人的樣貌[15][16]。
- 2019年10月3日，車站閘機再遭破壞，其後大批防暴警員趕到現場驅趕聚集的市民，期間大埔墟站一度關閉[17]。

- 大埔墟站遭到破壞的客務中心

## 外部連結
- 港鐵公司－大埔墟站街道圖（页面存档备份，存于）
- 港鐵公司－大埔墟站位置圖（页面存档备份，存于）
- 港鐵公司－大埔墟站列車服務時間（页面存档备份，存于）